# 개즈던 매입

개즈던 구매 지역

개즈던 매입(Gadsden Purchase)은 현재 미국 애리조나주 남부와 뉴멕시코주에 해당하는 76,800 제곱킬로미터 지역을 1853년, 멕시코로부터 미국이 구입한 사건을 가리킨다. 구입한 지역은 힐러강 남쪽과 리오그란데강 서쪽 지역으로 산악 고원 지대이다.

## 개요

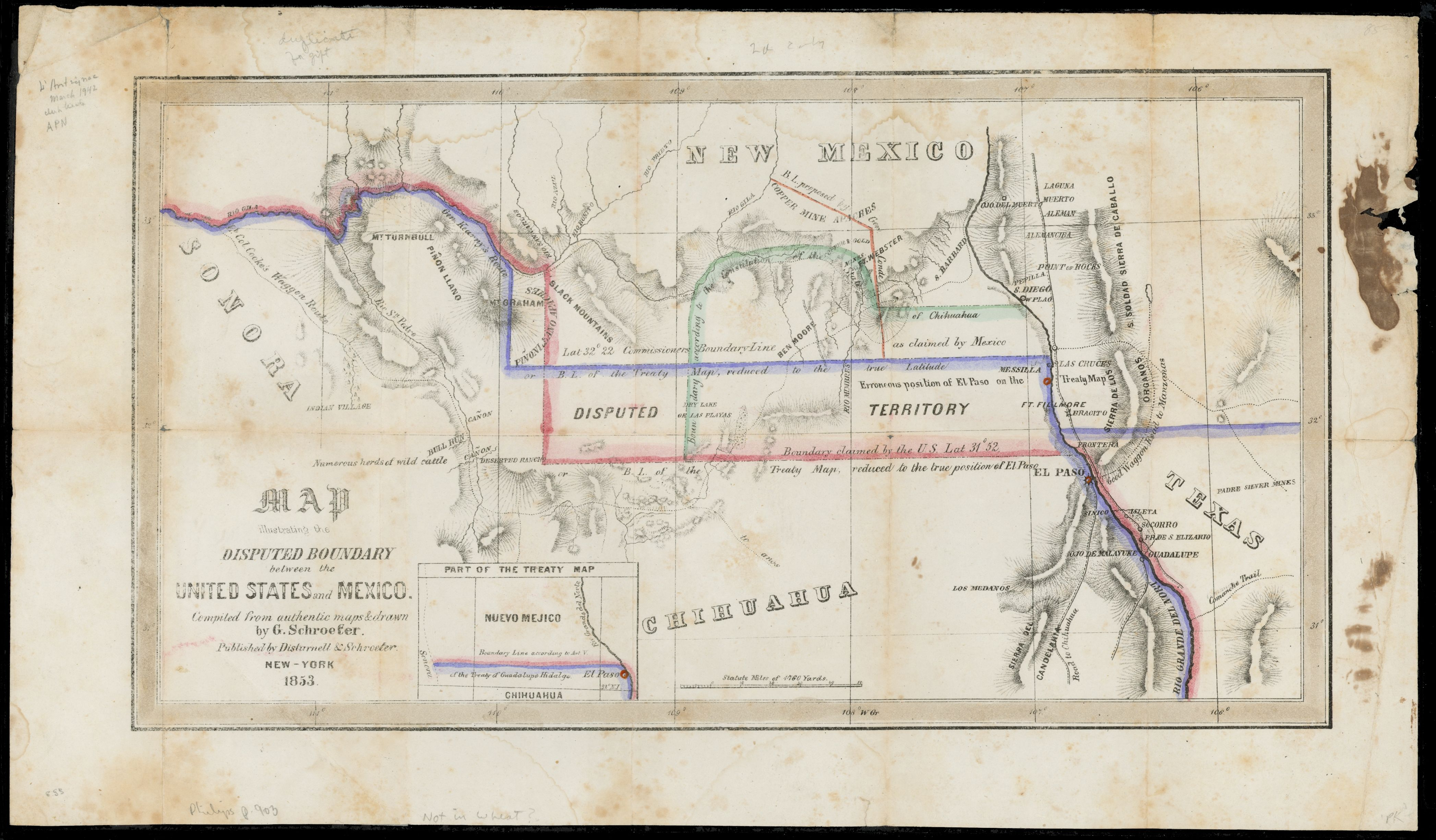
Disturnell & Schroeter, Map Illustrating the Disputed Boundary Between the United States and Mexico, 1853

남부 대륙횡단철도 건설에 가장 적합한 지역이라고 주장하는 사람들의 요구와 그 지역 내의 미국인 거주지를 보호해야 한다는 요청에 따라 멕시코 주재 미국 공사 제임스 개즈던은 1853년 멕시코 북부 영토를 1,000만 달러에 매입하려는 협상을 시도했다. 1853년 12월 30일 멕시코 시티에서 계약이 체결되었고 그 뒤 개정되어 1854년 4월 25일 연방의회에서 비준되었다. 이 매입으로 오늘날 애리조나주 남부와 뉴멕시코주 남부에 해당하는, 멕시코 북부의 76,800km2에 이르는 영토가 미국에 귀속되었다.

## 역사
개즈던이 매입한 현재의 남부 애리조나와 남서부 뉴멕시코의 76,800km2 지역은 1853년 12월 30일에 당시 멕시코 미국 대사였던 제임스 개즈던이 서명한 조약이다. 그 다음 1854년 4월 25일에 미국 상원에 의해 변경 승인 및 1854년 6월 8일에서 멕시코로 최종 승인 작업과 함께 대통령 프랭클린 피어스에 의해 서명되었다. 이 매입은 미국 본토에서 이루어진 마지막 영토 확장이다.
매입된 영토는 남쪽의 힐라 강과 리오그란데에서 서쪽의 땅을 포함하고 있다. 개즈던 매입 이후 딥 사우스의 경로를 따라 대륙 횡단 철도를 미국에서 건설하고자 했다. 또한 1846년부터 1848년까지 발발한 멕시코-미국 전쟁을 종식시킨 과달루페-이달고 조약에 따라 미국과 멕시코 사이의 첨예한 국경 문제에 대한 화해를 의도하고 있다.
철도 시대가 진행되면서, 사업 지향의 남부인들은 남부와 태평양 연안을 연결하는 철도가 무역의 기회를 확대할 것이라고 보았다. 그들은 멕시코 할양을 통해 얻은 남부의 지형이 직선 경로로 만들기에는 너무 산악지형이라고 생각했다. 예상된 남부 노선은 동쪽 끝의 북쪽으로 달리는 경향이 있었다. 그것은 북부 철도와 연결하기 좋은 것이었고, 궁국적으로 항구와도 연결될 것이었다. 남부인들은 남동쪽이 종점이 되는 산악지대를 피하는 것이 당시 멕시코 영토였던 곳으로 바꿀 필요가 있다고 보았다.
제퍼슨 데이비스 장관에게 강하게 영향을 받은 대통령 프랭클린 피어스의 행정부는 철도에 대한 토지 취득뿐만 아니라 북부 멕시코에서 영토를 취득할 좋은 기회로 보았다. 결국, 철도 건설을 위한 토지는 1천만 달러(현 시세로 2억6천만 달러)에 매입되었다. 미국에서 그 조약에 대한 논쟁은 대륙 횡단 철도 계획이나 미국 남북 전쟁 전에 진행을 끝내거나, 노예제도에 대한 분쟁과 관련되었다.

## 같이 보기
- 멕시코-미국 국경